# Telemaco e le Ninfe di Calipso
Il dipinto Telemaco e le Ninfe di Calipso (in inglese: Telemachus and the Nymphs of Calypso) è un'opera della pittrice svizzera Angelika Kauffmann, ispirata a un episodio del romanzo di Fénelon Les avantures de Telemaque, pubblicato in due volumi nel 1699.

## Storia e descrizione
Angelika Kauffmann dipingeva soggetti letterari e mitologici, in un rigoroso classicismo, influenzato dalla pittura coeva francese. Erano composizioni liriche, emozionali, che si svolgevano su fondali luminosi, entro paesaggi a largo respiro. 
Nel 1782 tornò definitivamente a Roma, con il marito, sposato a Londra il 10 luglio 1781. Acquistarono una casa in via Sistina 72, dove aveva abitato Mengs. Qui Angelika aprì il suo atelier a personalità capitoline e a viaggiatori stranieri del Grand Tour, soprattutto inglesi. A Roma riallacciò antiche relazioni con prelati, con artisti, con patrizi cittadini, tra cui Onorato Caetani (1742-1797), duca di Sermoneta, uomo di lettere, bibliofilo e collezionista di opere d'arte. Su sua richiesta Angelika Kauffmann dipinse due tele, ispirate ad episodi de Le avventure di Telemaco, il celebre romanzo di François de Salignac de La Mothe - meglio noto come Fénelon - liberamente tratto dai primi quattro libri del poema epico Odissea, noti sotto il nome di Telemachia. Si conserva infatti al Metropolitan Museum of Art un secondo dipinto della Kauffmann, intitolato La tristezza di Telemaco, che raffigura un diverso episodio dello stesso romanzo. Una novella quindi, espressa in un dittico in cui si racconta il passaggio di un giovane dall'adolescenza alla maturità.

### Telemaco nel romanzo di Fénelon
Nel 1689 Fénelon, segnalato da Madame de Maintenon, era stato nominato consigliere spirituale e precettore di Luigi, duca di Borgogna (1682-1712), figlio ed erede di Luigi, il Gran Delfino e nipote di Luigi XIV. Ad usum Delphini Fénelon scrisse il romanzo piacevole, utopico e didattico Les avantures de Telemaque. Nel lungo viaggio alla ricerca del padre Ulisse, attraverso paesi spesso infestati da guerre, causate da cattivi consigli dati ai governanti, Telemaco è accompagnato e protetto da Atena, celata sotto le spoglie di Mentore, la figura in cui è riconoscibile il precettore Fénelon. Nell'isola di Calipso Telemaco si innamorerà di una Ninfa; ma sarà un amore non felice, perché Calipso si innamorerà di lui, tanto che Telemaco e Mentore dovranno fuggire e tornare ad Itaca.
Les avantures de Telemaque hanno avuto decine di edizioni in lingua originale, nel Settecento e nell'Ottocento. Il romanzo, considerato un testo di contenuto letterario e anche didattico, è stato tradotto in italiano e ristampato più volte, da vari editori e in vari luoghi.

### Telemaco nel dipinto dalla Kauffmann
In Telemaco e le Ninfe di Calypso Angelika Kauffmann presenta il momento in cui tre giovani Ninfe accolgono e circondano Telemaco, in un antro non lontano dalla spiaggia, offrendogli un cesto di frutta e una ghirlanda di fiori. Calipso, al centro della scena, intrattiene Mentore. La luce modellante che proviene da sinistra accarezza la curva morbida delle braccia e delle spalle delle Ninfe. I personaggi maschili non sono virili, non sono eroi, piuttosto uomini femminei. Le donne invece sono corporee e dotate di inimitabile femminilità.